# Rebecca Brooke
Pour les articles homonymes, voir Mary Mendum, Mendum et Brooke.
Mary Mendum, dite Rebecca Brooke, née le 21 février 1952 à Chicago et morte le 17 juillet 2012 à Boca Raton, est une actrice américaine de films érotiques.

## Filmographie
- 1973 : Grace's Place : Donna DiJon
- 1974 : The Groove Tube : Sex Olympics
- 1974 : Mrs. Barrington : Esther Harrison
- 1974 : Confessions of a Young American Housewife : Carole
- 1974 : The Switch or How to Alter Your Ego : docteure Shirley Jekyll / Sherry Hyde
- 1975 : The Night They Robbed Big Bertha's : Veronica
- 1975 : Chaleurs sur la plage (Abigail Lesley Is Back in Town) : Priscilla Howe
- 1975 : L'Esclave (The Image) : Anne
- 1975 : Felicia : Gabrielle
- 1975 : Laura's Toys : Laura
- 1975 : Gymslip Lovers : Pam
- 1976 : Bang Bang You Got It! : Betty Anderson
- 1976 : Little Girl... Big Tease (en) : Alva Coward
- 1976 : Misty : Melissa 'Misty' Smith
- 1977 : Cherry Hill High : la motocycliste